# Pisz Wschodni
Pisz Wschodni – przystanek osobowy, a także rozebrany posterunek odgałęźny, funkcjonujący w latach 1908–1945 w Piszu, w województwie warmińsko-mazurskim, w Polsce. Powstanie przystanku osobowego Pisz Wschód (później nazwanego Pisz Wschodni) zostało zapoczątkowane staraniem lokalnych władz samorządowych, w ramach planowanego remontu linii kolejowej ze Szczytna przez Pisz do Ełku, który rozpoczął się na wiosnę 2018 r. Oddanie do użytku nastąpiło 15 grudnia 2019 roku.
Obiekt powstał w ramach projektu „Prace na linii kolejowej nr 219 Szczytno – Ełk” realizowanego ze środków Programu Operacyjnego Polska Wschodnia.

## Ruch pasażerski
| Rok  | Wymiana pasażerska na dobę |
| ---- | -------------------------- |
| 2017 | –                          |
| 2022 | 50-99                      |

## Kalendarium
16 listopada 1885 roku – otwarcie linii kolejowej na odc. Pisz-Ełk,
01 września 1908 roku – otwarcie linii kolejowej Pisz-Dłutowo, otwarcie posterunku odgałęźnego,
1945 – zamknięcie i rozbiórka linii kolejowej Pisz – Dłutowo. Likwidacja posterunku odgałęźnego Johannisburg Betriebsbahnhof,
28 sierpnia 2018 roku  – podpisanie umowy na modernizację linii kolejowej na odcinku Szczytno-Ełk,
12 marca 2018 – rozpoczęcie prac modernizacyjnych na odcinku Szczytno – Ełk.
15 grudnia 2019 roku  – oddanie do użytku przystanku osobowego Pisz Wschodni.